# Mirage (banda)
Mirage (del ruso: Мираж) es una banda rusa de eurodance y pop formada en 1986 en Moscú. La banda alcanzó un gran éxito durante la etapa final de la Unión Soviética, en la era conocida como la Perestroika, en la que lanzaron dos álbumes de estudio, en 1987 y 1988. Tras la caída de la Unión Soviética, la banda retrasó indefinidamente el lanzamiento de su tercer álbum y quedó en un estado semiactivo, lanzando álbumes de remixes en la década de 1990, principalmente. Su siguiente álbum, Ne v pervyy raz, no fue lanzado hasta 2008, veinte años después de su último disco. Margarita Suhankina ha sido la cantante principal de Mirage desde su fundación, pese a que la formación de la banda ha cambiado constantemente.

## Cantantes
La siguiente es una lista de las cantantes principales que ha tenido la banda:
- Margarita Suhankina (1986—1990, 1997 y 2005-presente)
- Yekaterina Boldysheva (cantante en conciertos y estudio 1991—2008)
- Natalya Vetlitskaya (1988)
- Nataliya Gulkina (1987—1988, 2005—2010)
- Tatyana Ovsiyenko (1988—1990)
- Svetlana Razina (1987—1988, 2011)
- Irina Saltykova (1988—1989)
- Inna Smirnova (1988)

## Discografía

### Álbumes de estudio
- 1987 - Zvozdy nas zhdut («Las estrellas están esperando por nosotros»)
- 1988 - Snova vmeste («Juntos otra vez»)
- 2008 - Ne v pervyy raz («No es la primera vez»)
- 2009 - Tysyacha zvozd («Mil estrellas»)
- 2013 - Otpusti menya! («¡Déjame ir!»)

### Álbumes de remixes
- «Dance remix» (1997, переиздание 2000)
- «Версия 2000» (1999)
- «Брось» (2003)
- «Старое по-новому» (2004)
- «Назад в будущее» (2005)